# Naogaon Sadar
Naogaon Sadar è un sottodistretto (upazila) del Bangladesh situato nel distretto di Naogaon, divisione di Rajshahi. Si estende su una superficie di 275,73 km² e conta una popolazione di 405.148  abitanti (censimento 2011).